# Großer Preis von São Paulo
Als Großer Preis von São Paulo (portugiesisch Grande Prêmio de São Paulo) finden ab der Formel-1-Weltmeisterschaft 2021 Automobilrennen im Rahmen der Formel-1-Weltmeisterschaft auf dem Autódromo José Carlos Pace in Brasilien statt.

## Hintergrund
Als Großer Preis von Brasilien ist das Autódromo José Carlos Pace in São Paulo mit Unterbrechungen bereits seit 1973 Bestandteil des Formel-1-Rennkalenders. 2019 wurden Pläne veröffentlicht, den Großen Preis von Brasilien ab der Formel-1-Weltmeisterschaft 2021 auf einer neugebauten Rennstrecke in Rio de Janeiro stattfinden zu lassen. Der Bau dieser geplanten Rennstrecke war jedoch mit einer Teilabholzung des Camboata-Regenwalds verbunden, wodurch es sowohl in der brasilianischen Bevölkerung, als auch von Seiten der Formel-1-Fahrer zu Kritik gekommen ist. Im am 10. November 2020 veröffentlichten provisorischen Rennkalender der Saison 2021 wurde zuletzt jedoch das Autódromo José Carlos Pace in São Paulo gelistet. Mit der Bestätigung des Rennkalenders 2021 durch den Weltrat der FIA am 17. Dezember 2020 wurde bekannt, dass ab 2021 für mindestens weitere fünf Jahre in São Paulo gefahren werden soll. Der Große Preis wird jedoch fortan die Bezeichnung Großer Preis von São Paulo tragen.

## Ergebnisse
| Auflage | Jahr | Strecke   | Sieger                                      | Zweiter                         | Dritter                                        | Pole-Position                               | Schnellste Runde                            |
| ------- | ---- | --------- | ------------------------------------------- | ------------------------------- | ---------------------------------------------- | ------------------------------------------- | ------------------------------------------- |
| 1       | 2021 | São Paulo | Lewis Hamilton (Mercedes)                   | Max Verstappen (Red Bull-Honda) | Valtteri Bottas (Mercedes)                     | Valtteri Bottas (Mercedes)                  | Sergio Pérez (Red Bull-Honda)               |
| 2       | 2022 | São Paulo | George Russell (Mercedes)                   | Lewis Hamilton (Mercedes)       | Carlos Sainz jr. (Ferrari)                     | George Russell (Mercedes)                   | George Russell (Mercedes)                   |
| 3       | 2023 | São Paulo | Max Verstappen (Red Bull Racing-Honda RBPT) | Lando Norris (McLaren-Mercedes) | Fernando Alonso (Aston Martin Aramco-Mercedes) | Max Verstappen (Red Bull Racing-Honda RBPT) | Lando Norris (McLaren-Mercedes)             |
| 4       | 2024 | São Paulo | Max Verstappen (Red Bull Racing-Honda RBPT) | Esteban Ocon (Alpine-Renault)   | Pierre Gasly (Alpine-Renault)                  | Lando Norris (McLaren-Mercedes)             | Max Verstappen (Red Bull Racing-Honda RBPT) |

| Legende   | Legende                                                                                              | Legende                                                     |
| Abkürzung | Klasse                                                                                               | Kommentar                                                   |
| --------- | --- | ----------------------------------------------------------- |
| F1        | Formel 1                                                                                             | Formel-1-Weltmeisterschaft ab 1950                          |
| F2        | Formel 2                                                                                             |                                                             |
| FL        | Formula libre                                                                                        | Fahrzeugklasse in der Regel vom Veranstalter ausgeschrieben |
| SW        | Sportwagen                                                                                           |                                                             |
| TW        | Tourenwagen                                                                                          |                                                             |
| GP        | Grand-Prix-Fahrzeuge                                                                                 |                                                             |
|           | ↓ Durchgehende graue Linien zeigen an, wann in der Geschichte auf einem neuen Kurs gefahren wurde. ↓ |                                                             |
|           | |                                                             |
|           | Einträge mit hellrotem Hintergrund waren keine Läufe zur Automobil- bzw. Formel-1-Weltmeisterschaft. |                                                             |
|           | Einträge mit gelbem Hintergrund waren Läufe zur Europameisterschaft.                                 |                                                             |